# Kersttrofee Hofstade
Die Kersttrofee Hofstade war ein belgisches Cyclocrossrennen, das von 2001 bis 2007 Bestand hatte.

## Geschichte
Der Wettbewerb wurde erstmals 2001 auf dem Gelände des Förderungszentrums der flämischen Sportbehörde Bloso in Hofstade ausgetragen. Das Rennen fand am östlichen Rand des dortigen Sees statt, in der Nähe des Sportimoniums, und war geprägt von langen Passagen durch den Sandstrand des Sees.
Die ersten drei Ausgaben waren unabhängig, ab 2004 gehörte das Rennen zum UCI-Cyclocross-Weltcup. Im Januar 2008 wurden auf dem Parcours zudem die belgischen Meisterschaften abgehalten, bei denen Sven Nys bzw. Loes Sels gewannen. Bei der Vorbereitung auf die nächste Weltcup-Ausgabe entstand ein Konflikt zwischen den Veranstaltern und Bloso, die die Benutzung des Geländes einschränken wollte. Aus diesem Grunde verlegten die Veranstalter den Cross auf den Circuit Zolder, wo er seither als Cyclocross Zolder bekannt ist.
Das Rennen fand jeweils am 26. Dezember statt, nur 2004 lag es auf dem 28. Dezember. Rekordsieger bei den Männern ist Sven Nys, der vier der sieben Ausgaben gewann. Hanka Kupfernagel gewann drei der fünf ausgetragenen Rennen bei den Frauen.

## Siegerliste

### Männer
- 2001:  Mario De Clercq
- 2002:  Richard Groenendaal
- 2003:  Sven Nys
- 2004:  Sven Nys
- 2005:  Sven Nys
- 2006:  Erwin Vervecken
- 2007:  Sven Nys

### Frauen
- 2003:  Hanka Kupfernagel
- 2004:  Hanka Kupfernagel
- 2005:  Daphny van den Brand
- 2006:  Hanka Kupfernagel
- 2007:  Maryline Salvetat